# Aleksino (rejon smoleński)
Aleksino (ros. Алексино) – wieś (ros. деревня, trb. dieriewnia) w zachodniej Rosji, w osiedlu wiejskim Michnowskoje rejonu smoleńskiego w obwodzie smoleńskim.

## Geografia
Miejscowość położona jest 1,5 km od drogi federalnej R120 (Orzeł – Briańsk – Smoleńsk – Witebsk), 13,5 km od drogi magistralnej M1 «Białoruś», 2 km od centrum administracyjnego osiedla wiejskiego (Michnowka), 6 km od Smoleńska, 6 km od najbliższego przystanku kolejowego (Dacznaja I).
W granicach miejscowości znajdują się ulice: Chutorskaja, Dacznaja, Lesnaja, Oziornaja, Sadowaja, Sołniecznaja, Swietłaja, Wasilkowaja, Winogradnaja, Wiszniewaja, Zapadnaja, Ziemlanicznaja.

## Demografia
W 2010 r. miejscowość zamieszkiwało 20 osób.